# Липа американська (пам'ятка природи, Одеса)
Ли́па америка́нська — ботанічна пам'ятка природи місцевого значення в Україні. Об'єкт розташований на території м. Одеси, вул. Отрадна, 3. 
Площа — 0,02 га, статус отриманий у 1993 році.